# مروان المبروك
مروان المبروك (11 مارس 1972- )، هو رجل أعمال تونسي أحد مالكي مجموعة المبروك وصهر الرئيس السابق زين العابدين بن علي. كان أبوه علي المبروك نشطا في قطاع الصناعات الغذائية وقد ورث عنه صحبة أخويه محمد علي وإسماعيل مصنعا للبسكويت وآخر للشوكولاتة إضافة لشركة عقارية صغيرة. تغيّر حجم نشاط المجموعة العائلية بعد زواجه من سيرين بن علي عام 1996، فاستحوذت عام 1999 على مونوبري تونس ثم على شركة المحرك وعلى الشركة التونسية لصناعة السيارات كما فازت بمناقصة اسناد رخصة الهاتف الجوال الثالثة مع أورانج تونس  وسمح لها ببناء مركب الزفير بمدينة المرسى ومركب جيان قرب العاصمة. بعد الثورة التونسية كان المبروك مثل بقية اصهار بن علي عرضة لغضب الشارع، وإن لم يتعرض للاعتقال أو للاعتداء على عكس افراد الطرابلسي فان امواله صودرت بعد قرار حكومي قبل أن تحكم محكمة التعقيب ببطلانه. في 23 أفريل 2013 تدخل مروان المبروك في مكالمة هاتفية على المباشر  في القناة الوطنية في ظهور نادر له ليكشف أنه لم يسترجع امواله بعد طعن الحكم في انتظار قرار المحكمة الإدارية. عمل في السابق كعضو مجلس إدارة في مجمع تونس للتأمين  والتجاري بنك وبنك تونس العربي الدولي  الذي تسيطر عليه عائلته كما ترأس لفترة الجامعة التونسية للغولف. ورُفع حجر السفر عنه في فيفري 2014.